# Remigia lycopodia
Remigia lycopodia là một loài bướm đêm trong họ Erebidae.